# Эман, Фердинанд
Карл Фердинанд Эман (26 марта 1831, Фридрихсгам, Великое княжество Финляндское, Российская империя — 5 августа 1907, Гельсингфорс, Великое княжество Финляндское, Российская империя) — финский архитектор шведского происхождения.
Родился в семье таможенного служащего Пера Эмана. Обучался в начальной школе Фридрихсгама (1840—1841), затем в Выборгской гимназии (1842—1851), после чего поступил в Императорский Александровский университет в Гельсингфорсе, но через год, в 1853 году, был зачислен в Шведскую королевскую академию свободных искусств в Стокгольме. Завершил обучение в Мюнхенском техническом университете. Эман начал свою карьеру в 1857 году в качестве внештатного служащего в Главном управлении публичных зданий Финляндии. Затем, с 1862 года, служил губернским архитектором в Куопиоской губернии. С 1894 года и до конца жизни возглавлял губернское строительное управление Нюландской губернии.

## Постройки
- Суоненйокская церковь, Суоненйоки, 1865
- Яппильская церковь, Пиексямяки, 1872
- Расширение средней школы в Куопио, 1874-75
- Куусьярвиская церковь, Оутокумпу, 1878
- Пиелавеская церковь, 1878
- Портовое управление Куопио, 1879
- Полвиярвиская церковь, Полвиярви, 1881
- Школа Вехмасмяки, Куопио, 1884
- Памятник на могиле Йохана Рунеберга, Порвоо, 1888

## Галерея

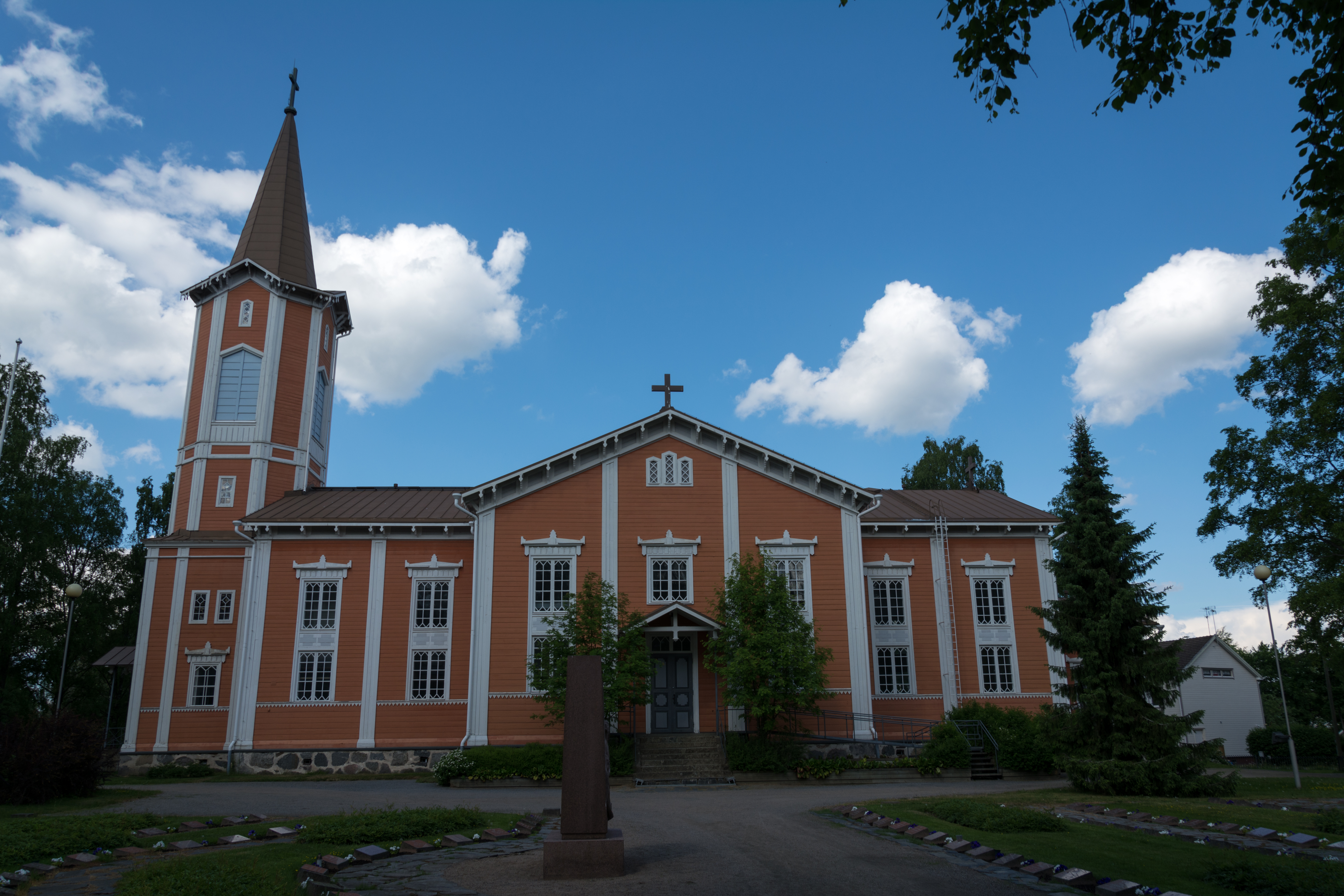
Суоненйойская церковь, 1865
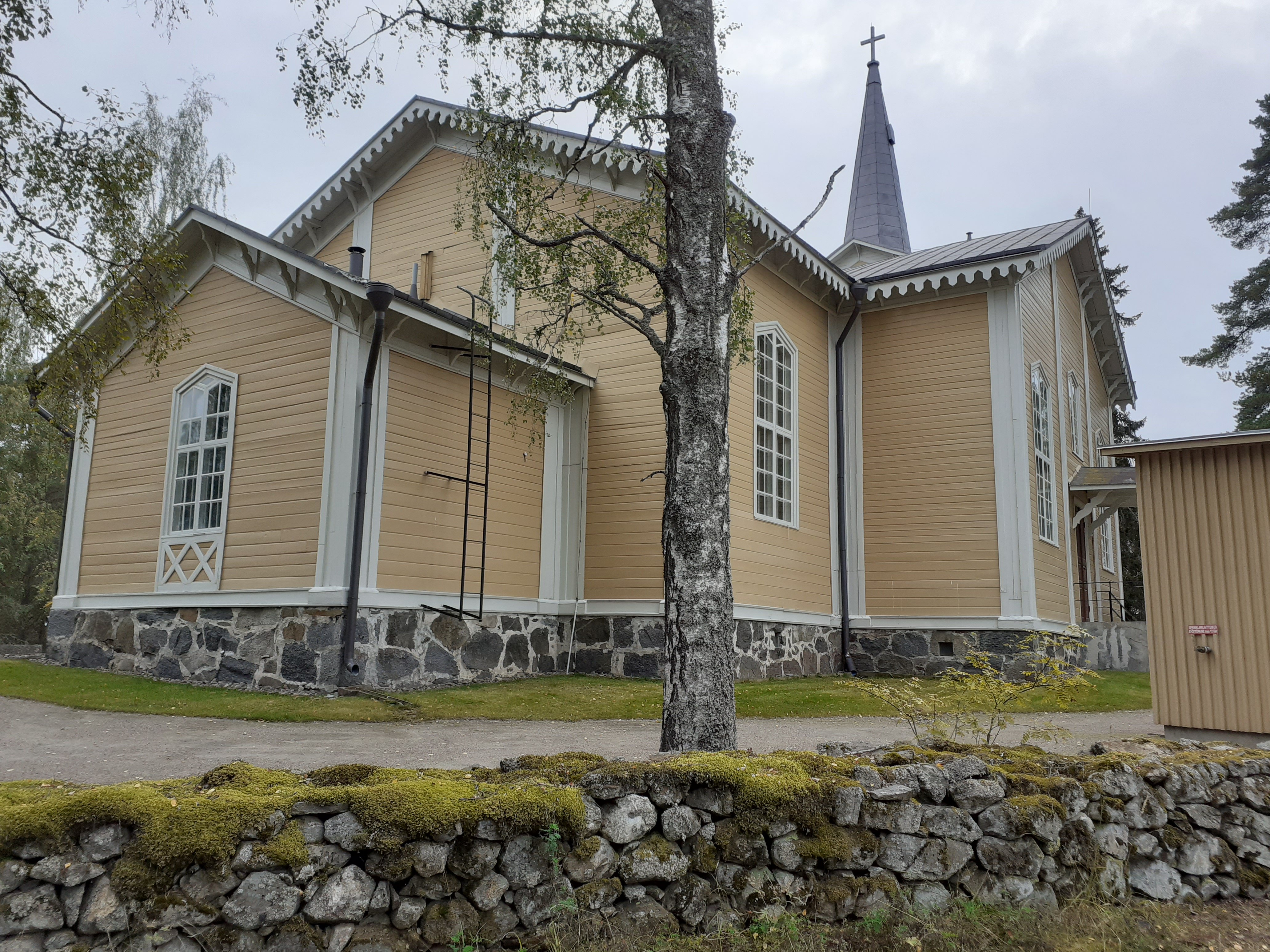
Яппильская церковь, 1872
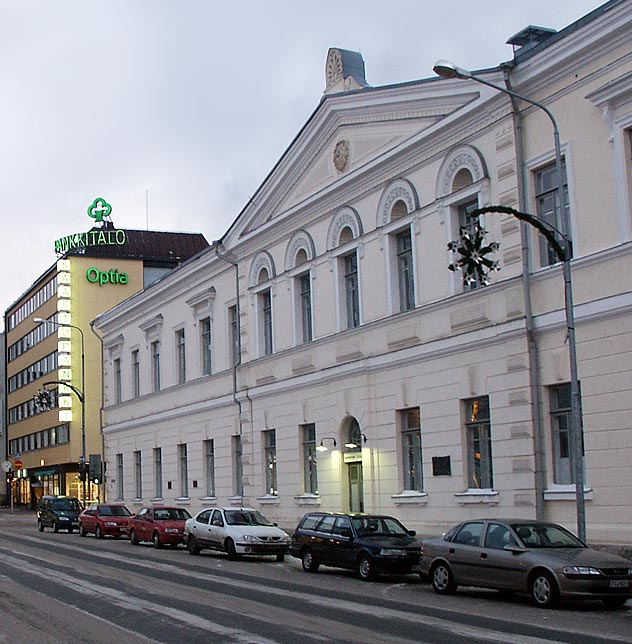
Надстройка лицея в Куопио, 1875
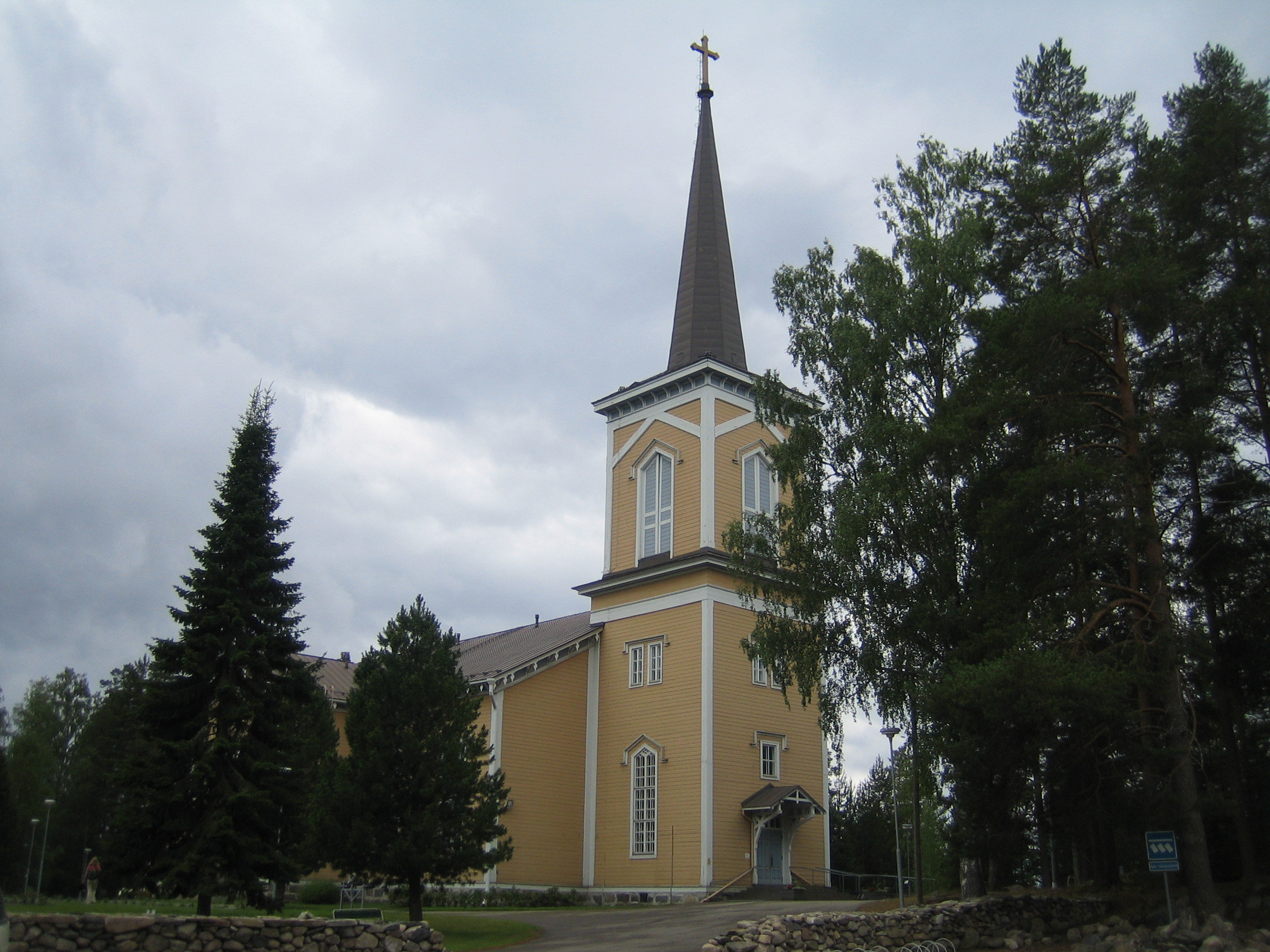
Пиелавеская церковь, 1878
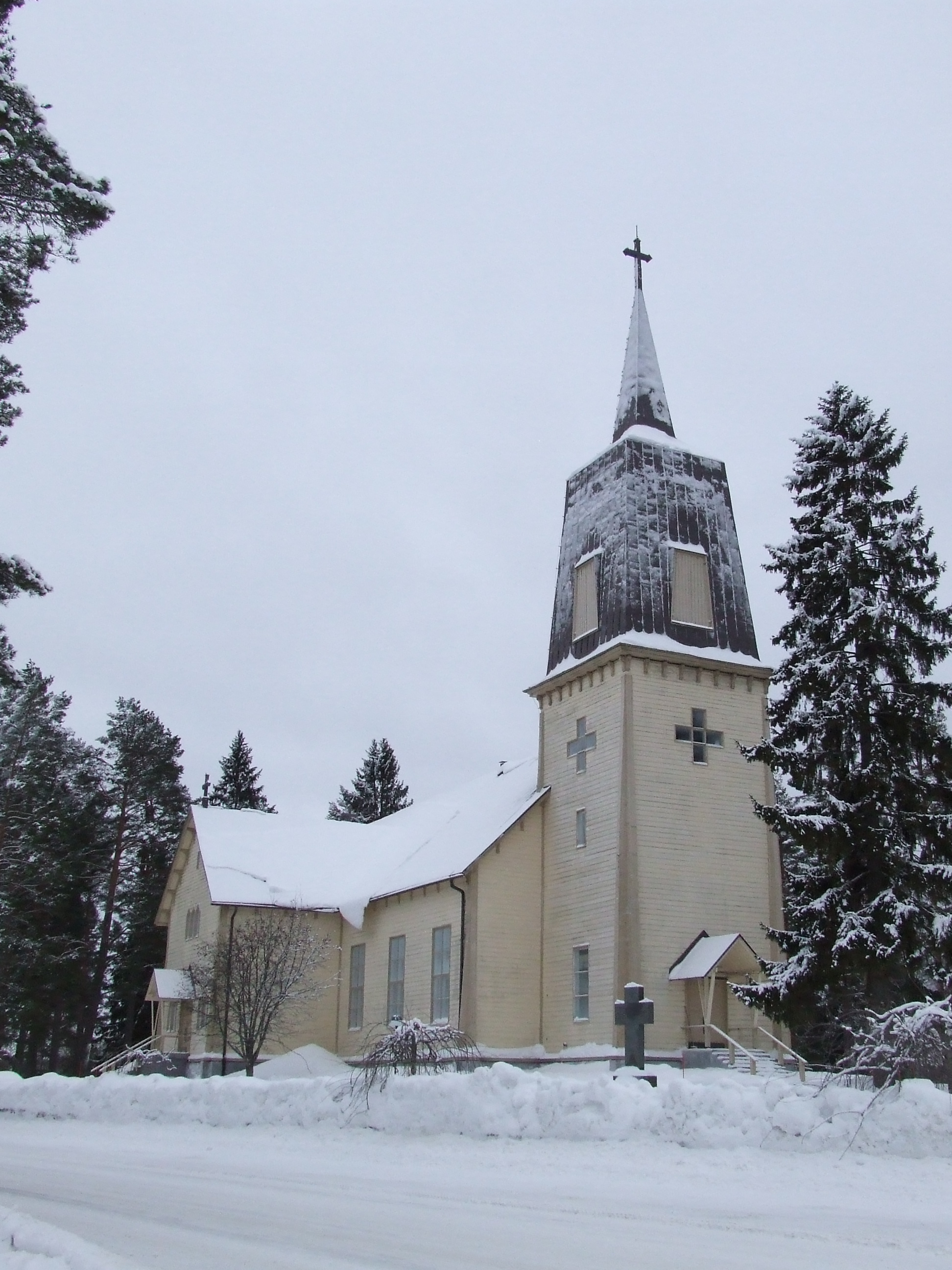
Полвиярвиская церквь, 1881
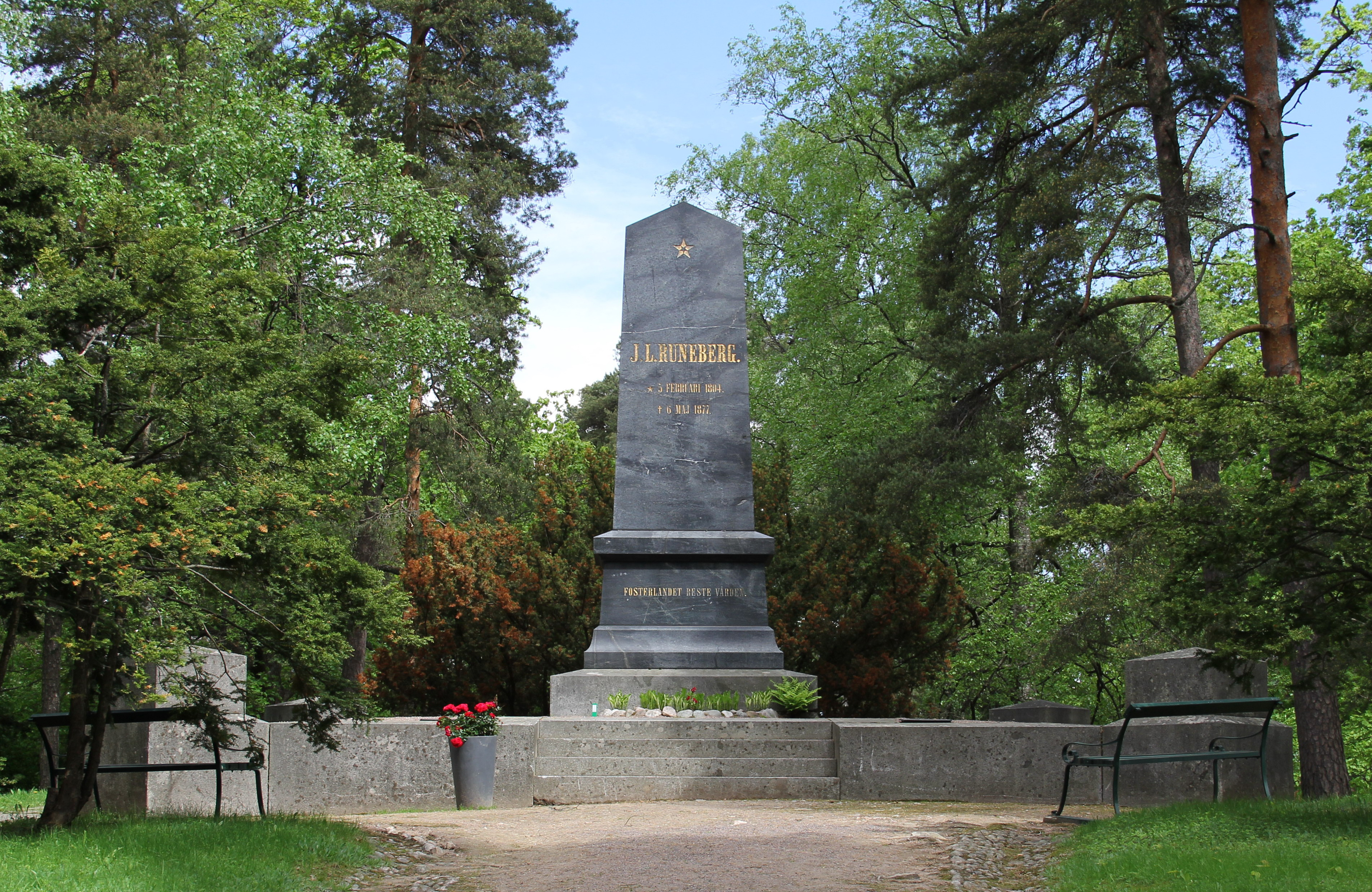
Памятник на могиле Йохана Рунеберга, 1888